# Cantó de Cholet-1
El cantó de Cholet-1 és un cantó francès del departament de Maine i Loira, situat al districte de Cholet. Té 3 municipis i el cap es Cholet.

## Municipis
- Cholet (part)
- Saint-Léger-sous-Cholet
- La Séguinière

## Història
| Data d'elecció                           | Identitat               | Partit          | Qualitat |
| ---------------------------------------- | ----------------------- | --------------- | -------- |
| 1945-1961                                | Francis Bouet           | MRP             |          |
| 1961-1979                                | Georges Prisset         | MRP, després CD |          |
| 1979-1992                                | Guy Ronsin              | RPR             |          |
| 1992-1998                                | Germaine Heulin-Boucard | RPR             |          |
| 1998-2004                                | Antoine Mouly           | Divers gauche   |          |
| 2004-                                    | Jean-Paul Boisneau      | UMP             |          |
| les dades anteriors no són pas conegudes |                         |                 |          |
|                                          |                         |                 |          |

## Demografia
| A partir de 1990: Població sense dobles comptes |